# Saint-Priest-la-Plaine
Saint-Priest-la-Plaine ist eine französische Gemeinde mit 256 Einwohnern (Stand 1. Januar 2022) im Département Creuse in der Region Nouvelle-Aquitaine. Sie gehört zum Arrondissement Guéret und zum Kanton Le Grand-Bourg. Die Gemeinde grenzt im Norden an Noth und Naillat, im Nordosten an Fleurat, im Osten und im Süden an Le Grand-Bourg sowie im Westen an Lizières.

## Bevölkerungsentwicklung
| Jahr      | 1962 | 1968 | 1975 | 1982 | 1990 | 1999 | 2006 | 2012 | 2018 |
| --------- | ---- | ---- | ---- | ---- | ---- | ---- | ---- | ---- | ---- |
| Einwohner | 583  | 520  | 427  | 367  | 310  | 287  | 283  | 244  | 258  |

## Sehenswürdigkeiten
- Kirche Saint-Priest
- Dolmen de Saint-Hilaire